# Metalectra irentis
Metalectra irentis là một loài bướm đêm trong họ Erebidae.